# Thamnobryum maderense
Thamnobryum maderense là một loài rêu trong họ Neckeraceae. Loài này được (Kindb.) Hedenäs mô tả khoa học đầu tiên năm 1992.